# Chocolatería San Ginés

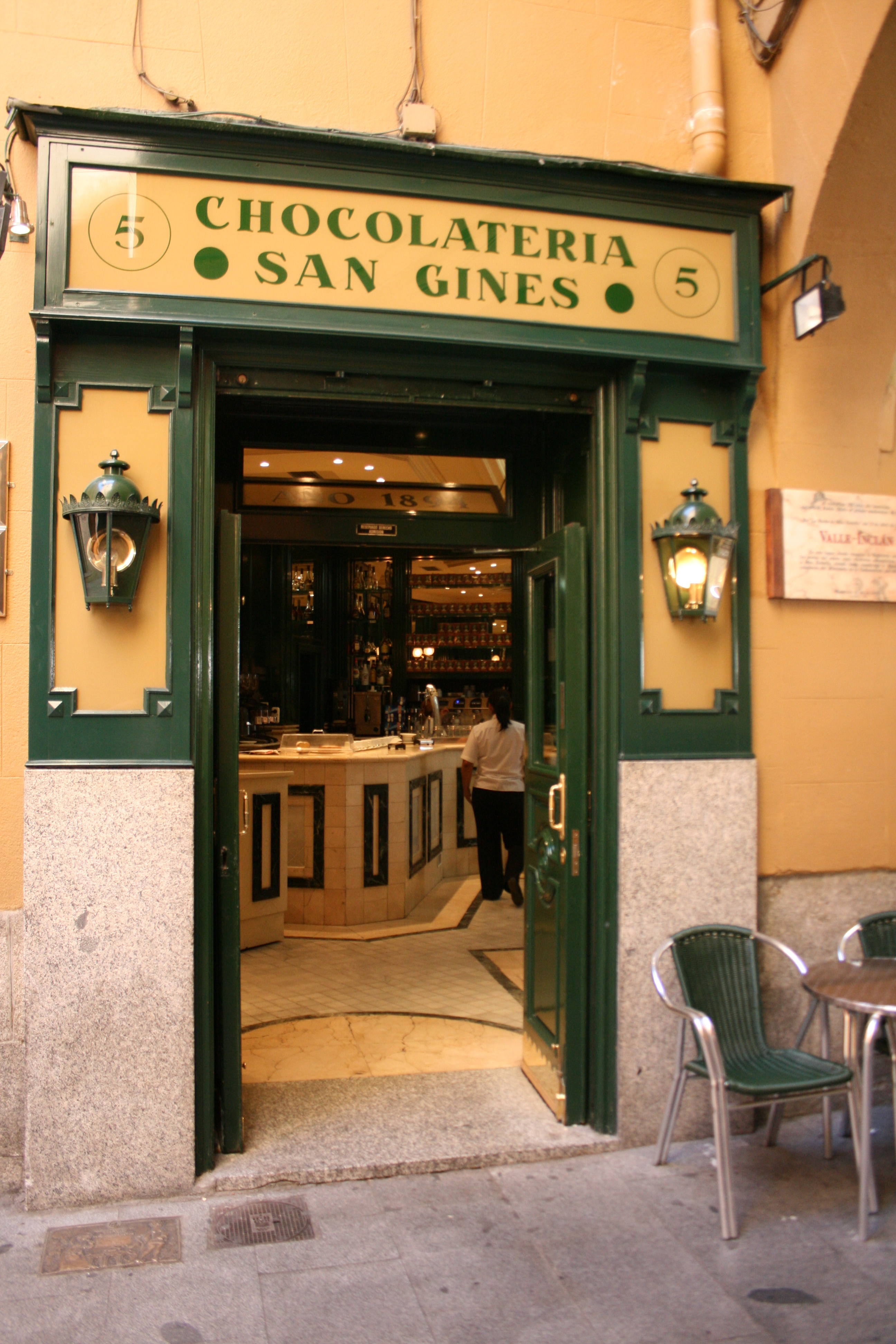

A Chocolatería San Ginés Madrid leghíresebb 'churrosozó'-ja, amely a belváros szivében helyezkedik el, közel a San Ginés templomhoz, csupán pár percre a Puerta del Sol tértől, amely a város központját jelképezi. A turisták által leginkább látogatott terület ez, így nem csak a helyiek látogatják. Sok utazási könyv is megemlíti, hiszen a város történelmének szinte részét képezi.

## Története
Az épület 1890-ben épült, és egy darabig menedékházként funkcionált. Az üzlet maga 1894-ben nyitott, mint 'churrería'. Azóta számos híres spanyol ellátogatott oda, akiknek látogatásuk során készített képeikkel vannak a falak dekorálva. Ilyen például Pedro Almodóvar, Penélope Cruz, vagy Javier Bardem. A mai napig a város legrégebbi churreríajaként van számon tartva.
Az üzlet a nap 24 órájában nyitvatart, és az éjszakai órákban is igen jelentős a látogatottsága. Szinte mindig tele vannak, többször várni kell az asztalra, de az általános tapasztalat az, hogy megéri. A legtöbben churrost kérnek, ez az üzlet fő profilja is, azonban délutáni kávézóként is funkcionál. Menü nincs, csak churros, egy pár fajta sütemény, és kávé kapható. 
Egy adag 3.20 euróba kerül. (2012-es adat)
Mivel nagyon közel esik a Puerta del Sol térhez, amely minden szempontból a város központját képezi, bevett szokás a madridi spanyoloknál, hogy az Újév alkalmából itt fogyasztják el az év első churrosát.

## Belső kialakítás
Az üzlet belső kialakítása a régmúltot idézi, a berendezés máig megőrizte eredeti pompáját. A 19. századi kávézók hangulatát fedezhetjük fel, ha betérünk.  Márvány asztalok, zöld falak és zöld bársony székek fogadják a látogatót. Az üzlet két szinten helyezkedik el, illetve terasza is van, de általában még így is nehéz asztalt kapni.

## A churrosról röviden
A churros egy tradicionális spanyol sütemény, amelyet pálmaolajban sütnek. Töltött és töltetlen formában is létezik, ám elterjedtebb a töltetlen fajta, amilyet a San Ginésben is felszolgálnak. Általában reggelire fogyasztják, csokoládékrémmel, ebbe mártogatják a kisütött rudakat. A churros egyértelműen Spanyolországból származik, azonban Európa számos területén (Portugália, Anglia, Franciaország, Svájc, Németország, Ausztria), illetve Közép- és Dél-Amerikában is megtalálható.
Eredetét a spanyol birkapásztorokhoz köthetjük, ők találták fel évszázadokkal ezelőtt. Mivel a hegyekben nem volt sok lehetőségük főzésre, a legtöbb, amit tehettek, hogy egyszerű kenyeret sütöttek a tűz fölött. A kenyér nehezen sült át belül, de rájöttek, hogy ha hosszúkás csillag formájú alakban sütik, akkor az belül is jobban átsül, kívül pedig ropogós lesz. Az elkészült kenyeret fahéjas cukorba forgatták, majd alakja miatt az általuk legeltetett juhfajtáról, a Churráról nevezték el, mivel a birkák szarva hasonló formájú volt, mint az elkészült sütemény.